# Рикард Дибек
Рикард Дибек (швед. Richard Dybeck; Оденсви, 1. септембар 1811 — Седертеље, 28. јул 1877) је био шведски композитор и песник који је најпознатији по томе што је написао текст шведске химне.

## Биографија
После школе у Вастеросу, као син једног свештеника студирао је права на Университету у Упсали и радио је 1834. као судија у Свеа Ховрету. Иако је студирао права он се интересовао за руне и рунске азбује као и рунска камења и вршио је археолошка истраживања у овим областима и открио је руне у области провинције Упланд. У свом животу био је градоначелник Торсхала и Ескилстоуна а такође и издавач археолошког часописа „Руна“
Национална химна била је у прво време једна народна песма без текста.коју је Рихард записао и са две строфе испевао и која је изведена 1844. године у Стокхолму.